# Rachiń
Rachiń, Rachin (ukr. Рахиня) – wieś w rejonie dolińskim obwodu iwanofrankiwskiego, założona w 1515.
Miejscowość liczy 1144 mieszkańców.
Znajduje tu się przystanek kolejowy Rachiń, położony na linii Stryj – Iwano-Frankiwsk (odcinek dawnej Galicyjskiej Kolei Transwersalnej).
W II Rzeczypospolitej miejscowość była siedzibą gminy wiejskiej Rachiń w powiecie dolińskim województwa stanisławowskiego.